# Кёнигероде
Кёнигероде (нем. Königerode) — деревня в Германии, в земле Саксония-Анхальт, входит в район Гарц в составе городского округа Гарцгероде.
Население составляет 799 человек (на 31 декабря 2007 года). Занимает площадь 14,64 км².

## История
Первое упоминание о поселении встречается в документах Оттона III 6 января 992 года.
Ранее Кёнигероде имел статус общины (коммуны). 1 августа 2009 вошёл в состав города Гарцгероде.

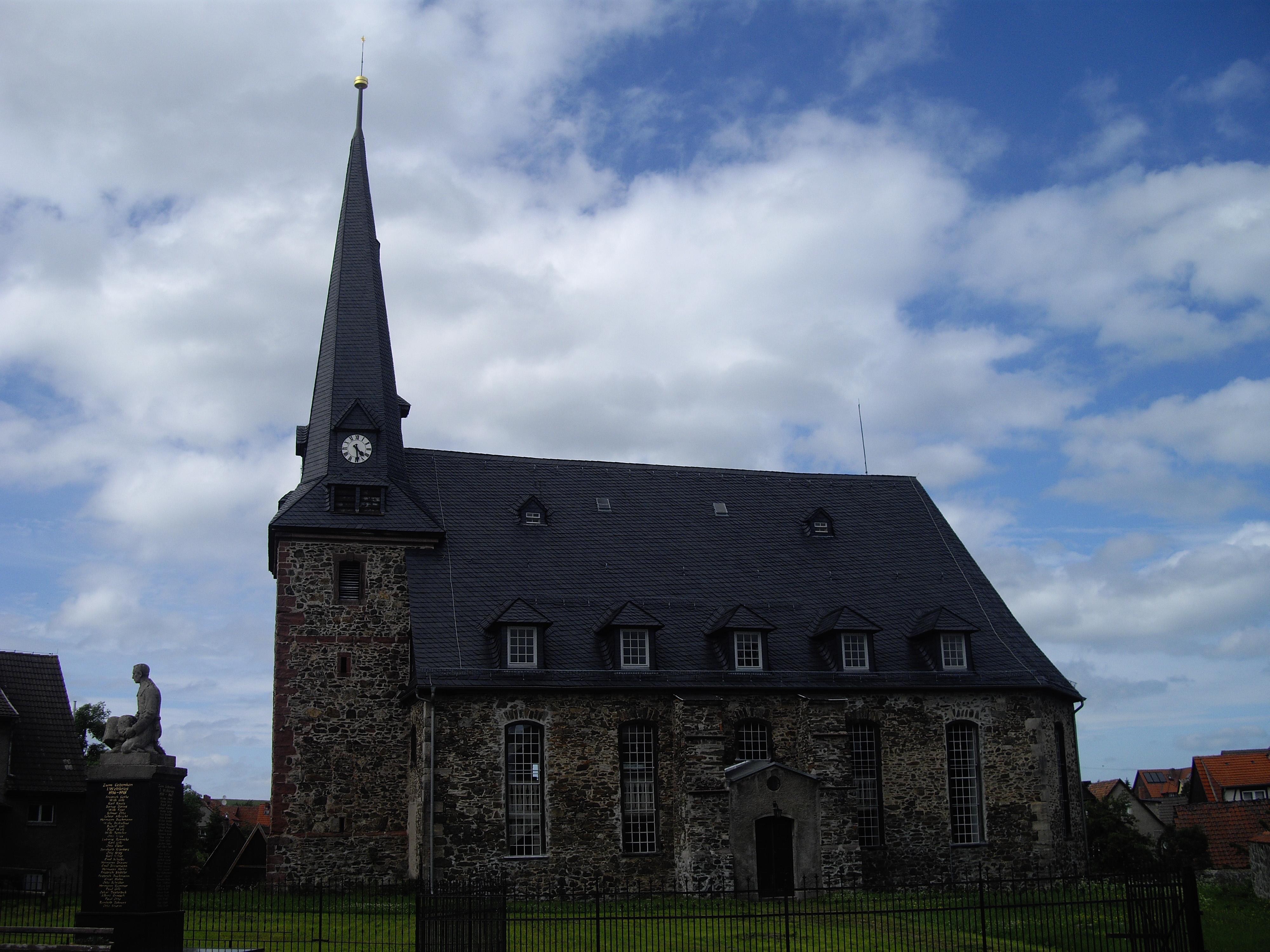
Церковь в Кёнигероде